# Csikai Gyula
Csikai Gyula, egyes publikációiban J. Csikai (Tiszaladány, 1930. október 31. – 2021. április 19.) magyar atomfizikus, egyetemi tanár, a Magyar Tudományos Akadémia rendes tagja. Kutatási területe az atommagfizika, a neutronfizika és a nukleáris módszerek tudományos és gyakorlati alkalmazásai. 1972 és 1975 között a Kossuth Lajos Tudományegyetem Természettudományi Kar dékánja, majd 1978–1981-ben az egyetem rektorhelyettese, 1981 és 1986 között rektora. 1987-ben a Művelődésügyi Minisztérium miniszterhelyettese. Felesége Buczkó Margit fizikus, kandidátus.

## Életpályája
1948-ban érettségizett, majd beiratkozott a Kossuth Lajos Tudományegyetem (2000-től Debreceni Egyetem) Természettudományi Kar fizika–matematika szakára. Itt szerzett középiskolai tanári diplomát 1953-ban. Ennek megszerzése után Debrecenben az MTA Atommagkutató Intézetében (ATOMKI) aspirantúrát kapott, ennek elvégzése után 1956-ban az intézet tudományos munkatársa, majd 1961-ben osztályvezetője lett. 1964-től három éven át az intézet tudományos igazgatóhelyettese volt. 1967-ben átkerült KLTE Természettudományi Kar kísérleti fizikai tanszékére, ahol egyetemi tanári beosztásba került, illetve a megbízták a tanszék vezetésével. Egy évvel később a kar dékánhelyettesévé, majd 1972-ben dékánjává választották. 1978-ban az egyetem rektorhelyettese lett, majd 1981-ben átvette a rektori tisztséget, amit 1986-ig töltött be. A tanszéket 1995-ig vezette. 2000-ben professor emeritusi címet kapott. Magyarországi állasai mellett 1976-tól a Nemzetközi Atomenergia-ügynökség (IAEA) állandó szakártője számos külföldi helyszínen.
1957-ben védte meg a fizikai tudományok kandidátusi, 1966-ban akadémiai doktori értekezését. Az MTA Magfizikai Bizottságának és a Debreceni Akadémiai Bizottságnak lett tagja, utóbbinak 1990–1992-ben alelnöke volt. 1973-ban megválasztották a Magyar Tudományos Akadémia levelező, 1985-ben pedig rendes tagjává. Emellett a Sugárvédelmi, Környezetfizikai és Reaktorfizikai Bizottságba is bekerült. 1970-től 1980-ig a Tudományos Minősítő Bizottság tagja volt. 1990 és 1993 között a Matematikai és Fizikai Tudományok Osztálya elnökhelyettese, majd a két tudományterület külön osztályba sorolása után 1999-ig a Fizikai Tudományok Osztálya elnökhelyettese volt. 1991-ben a londoni Európai Akadémia (Academia Europaea) is felvette tagjai sorába. Akadémiai tisztségei mellett 1976 és 1980 között az Eötvös Loránd Fizikai Társulat főtitkára, majd 1986-ig elnöke volt. 1987-ben a társaság tiszteletbeli elnökévé választották. 1987-ben rövid ideig a Művelődésügyi Minisztérium miniszterhelyettese volt. A 2002-es országgyűlési választáson a Centrum Párt képviselőjelöltjeként indult.

## Munkássága
Fő kutatási területe az atommagfizika, a neutronfizika és a nukleáris módszerek tudományos és gyakorlati alkalmazásai.
Nevéhez fűződik a neutrínó létezésének ködkamra-felvételekkel történő kimutatása és bizonyítása az impulzusmegmaradás törvénye alapján. Az általa kifejlesztett alacsony feszültségű neutrongenerátorokkal nagyszámú magreakció-hatáskeresztmetszetben aszimmetriaparaméter-függést észlelt Pető Gáborral közösen. Ez a hatás Csikai–Pető-effektus néven került be a szakirodalomba. Jelentős eredménye ezenfelül az (n, 3He) reakció létezésének kísérleti módon történő bizonyítása. Felismerte a nukleonok kötési energiája, valamint az atommag mérete között fennálló korrelációt. Emellett nevéhez fűződik továbbá a termikus neutronokra a reflexiós hatáskeresztmetszet koncepciójának bevezetése. Kezdeményezte a folytonos spektrumú neutronok rugalmas visszaszórására alapozott kémiai analitikai módszert.
Közel kétszáznyolcvan publikáció szerzője vagy társszerzője, ebből négy könyv, illetve tizenhárom könyvfejezet. Két szabadalom tulajdonosa. Munkáit elsősorban magyar, angol és orosz nyelven adja közre.
Az Európai Fizikai Társulat (European Physical Society) a fizikai kutatások kiemelkedő jelentőségű tudománytörténeti színhelyévé nyilvánította az MTA Atommagkutató Intézet főépületét 2013-ban, ahol az intézményt megalapító Szalay Sándor és doktorandusza, Csikai Gyula 1956 őszén elvégezte azokat a magfizikai kísérleteket, amelyekkel sikerült megerősítenie a neutrínók létezését, jelentős mértékben hozzájárulva a modern fizika megalapozásához.

## Díjai, elismerései
- Bródy Imre-díj (1957)
- Akadémiai Díj (1967)
- Eötvös Loránd Fizikai Társulat Érme (1980)
- Állami Díj (1983) – A neutronfizikai kutatások feltételeinek megteremtéséért, a neutronokkal létrehozott magreakciók során nyert összefüggések és fontos kísérleti jellemző adatok meghatározásáért, új törvényszerűségek felfedezéséért.
- Magfizikai Különleges Teljesítmény díja (1986, USA)
- Tiszaladány díszpolgára (2000)
- a Kijevi Állami Egyetem díszdoktora (2001)
- Szilárd Leó-díj (2004)
- Wigner Jenő-díj (2005)
- Debrecen díszpolgára (2014)
- Príma díj (2015)

## Főbb publikációi
- Photographic Evidence for the Existence of the Neutrino (1957)
- Observation of the (n, He3) Reaction (társszerző, 1965)
- Dependence of (n. 2n) Cross Sections on the Symmetry Parameter N-Z (társszerző, 1966)
- Magreakciók kísérleti vizsgálata 14 MeV körüli neutronokkal (1968)
- A neutron-atommag kölcsönhatásokban észlelt új jelenségek és azok értelmezése (1973)
- Use of Small Neutron Generators in Science and Technology (1973)
- Measurement of (N, T) Cross-sections at 14 MeV and Calculation of Excitation-functions for Fast-neutron Reactions (társszerző, 1979)
- Handbook on Nuclear Activation Data (1987)
- Handbook of Fast Neutron Generators I–II. (1987)
- A gyors neutron adatok és a fúziós reaktorok (1987)
- Improved Gas-cell D-D Neutron Sources (1994)
- The Concept of the Reflection Cross Section of Thermal Neutrons (társszerző, 1999)
- Bulk Media Assay using Backscattered Pu-Be Neutrons (társszerző, 1999)
- Comparison of Photo- and Deuteron-induced Effects in Amorphous Chalcogenide Layers (társszerző, 2003)
- Activation Cross-sections of Long-lived Products of Proton-induced Nuclear Reactions on Zinc (társszerző, 2005)